# Paul Laband
Paul Laband (født 24. maj 1838 i Breslau, død 24. marts 1918) var en tysk retslærd.
Laband blev Dr. jur. 1858, 1861 privatdocent i Heidelberg, 1864 ekstraordinær professor sammesteds, 1866 ordinær professor i Königsberg, 1872 i Strasbourg. Laband debuterede som retshistoriker med afhandlingen Ueber den Verfasser und die Handschriften-Genealogie des Schwabenspiegels (1861), der efterfulgtes af Beiträge zur Kunde des Schwabenspiegels (1861), Jura Prutenorum saeculo XIV condita (1866), Magdeburger Rechtsquellen (1869) og det betydningsfulde Die vermögensrechtlichen Klagen nach den sächsischen Rechtsquellen des Mittelalters (1869) med sin udredning af det germanske klagebegreb i modsætning til den romerske actio.
Samtidig publicerede han forskellige handelsretlige afhandlinger, særlig i Levin Goldschmidts "Zeitschrift für das gesamte Handelsrecht", af hvilket han i en årrække var medudgiver, og dissekerede Die juristische Natur der Lebens- und Rentenversicherung (1879). Resten af Labands videnskabelige Liv var i det væsentlige viet granskningen af statsretten. Det nydannede tyske kejserrige fandt i Lband sin statsretlige fortolker; han optog og besvarede spørgsmålene om det nyskabte riges retlige struktur, dets juridiske væsen, grundlag og organisation, og prægede som ingen anden den tyske statsretlige opfattelse, både i litteratur og praksis.
Allerede Labands Das Budgetrecht nach den Bestimmungen der preussischen Verfassungsurkunde unter Berücksichtigung der Verfassung des Norddeutsehen Bundes (1871) betød en videnskabelig landvinding; han forfulgte og udvidede sejren ved sit berømte værk Das Staatsrecht des deutschen Reiches (I 1876, II 1878, III 1. afdeling 1880, 2. afdeling 1882, 5. oplag I—II 1911, III 1913, IV 1914), der indledede en ny epoke i tysk statsretsvidenskab.
Dette medens han til Marquardsens Handbuch des öffentlichen Rechts skrev en mere forkortet fremstilling Das Staatsrecht des deutschen Reiches (1883), under titlen Deutsches Reichsstaatsrecht i den nævnte håndbogs afløser, det af Laband sammen med Max Huber, Georg Jellinek og Robert Piloty udgivne Das öffentliche Recht der Gegenwart (7. oplag ved Otto Mayer 1919). Som Tysklands største statsretlige autoritet blev Laband i rigt mål rådspurgt om tidens brændende politiske spørgsmål: Die Thronfolge im Fürstenthum Lippe unter Benutzung archivalischer Materialien (1896), Der Streit über die Thronfolge im Fürstenthum Lippe (1896); Rechtsgutachten über verfassungsrechtliche Fragen (1913) og andre.
Med Felix Stoerk skabte Laband et vigtigt statsretligt organ "Archiv für öffentliches Recht" (1886 o. ff.); 1896 påbegyndte han sammen med Melchior Stenglein og Hermann Staub udgivelsen af "Deutsche Juristen-Zeitung". Foruden at offentliggøre en række tidsskriftafhandlinger og mindre skrifter — Das deutsche Kaiserthum (1896), Deutsche Rechtssteuern (1.—3. oplag 1908), Die Verwaltung Belgiens während der kriegerischen Besetzung (1916) og andre — behandlede Laband statsretten i Paul Hinnebergs Die Kultur der Gegenwart (II,
8 afdeling 1906, 2. udgave 1913); med Adolf Wach udsendte han Zur Lehre von der Rechtskraft. 3 Rechtsgutachten (1899), med Wach, Adolf Wagner, Georg Jellinek, Karl Lamprecht, Franz von Liszt, Georg Schanz og Fritz Berolzheimer Handbuch der Politik (I—III 1912—13, 2. oplag 1914).